# Автоматичний літак Г'юїтта-Сперрі
Автомати́чний літа́к Г'ю́їтта-Спе́ррі (англ. Hewitt-Sperry Automatic Airplane), також відомий як «Літаюча бомба» Сперрі (англ. Sperry «Flying Bomb») — безпілотний літак-снаряд (ударний БПЛА), здатний нести вибухівку до своєї цілі, розроблений на замовлення ВМФ США у роки Першої світової війни. Деякі вважають його попередником крилатої ракети.
Призначався для запуску з військових кораблів по берегових об'єктах (портах та прибережних містах) на дистанцію до 80 км. З 1917 по 1922 рік було проведено низку випробувань, але через численні невдачі програму було закрито.

## Історія
Ще до початку Першої світової війни ідея повітряної зброї, керованої без участі пілота, привертала увагу конструкторів. У 1849 році, австрійці намагалися використовувати для бомбардування Венеції повітряні кулі з годинниковим механізмом скидання бомб, що запускаються за напрямком вітру до обложеного міста для скидання на нього запалювальних і розривних боєприпасів. Спроба загалом виявилася невдалою, але ідея створення безпілотного літального апарата для ураження цілей противника продовжувала розвиватися.
У 1910 році, американський інженер і винахідник Елмер А. Сперрі, що працював над гіроскопічними системами для військових кораблів, запропонував використати гіроскоп для автоматичного керування польотом літака. Він розраховував за допомогою адаптування морських гіроскопічних компасів до літака, вдасться добитись стійкого польоту без втручання людини. Флот зацікавився пропозицією Сперрі і у 1913 році провів низку дослідів з гіроскопічною стабілізацією звичайного гідроплана.
У 1914 році, коли в Європі розпочиналася війна, Елмер Сперрі та його син Лоуренс спостерігали за першими спробами застосування бойової авіації. Повернувшись до Америки, Сперрі спільно з винахідником Пітером Г'юїттом запропонували у 1916 році на розгляд керівництвом флоту детально опрацьований проект «повітряної торпеди». Сперрі пропонував запускати «повітряну торпеду» з борту корабля або з води у напрямку військових кораблів супротивника — апарат мав летіти на малій висоті, автоматично утримуючи курс і в розрахунковий момент часу переходити у піке, вражаючи ворожий корабель у борт чи надбудову. Пропозиція викликала помітний інтерес ВМФ і бюро боєприпасів (англ. Bureau of Ordance), під керівництвом лейтенанта Т. С. Вілкінсона детально вивчило проект і представлений конструкторами зразок автопілота. Комісія визнала, що система не забезпечує точності, необхідної для попадання навіть у нерухомий корабель (не кажучи вже про маневруючий), але представляє певний інтерес щодо можливості бомбардування берегових об'єктів. Ймовірність вступу США у війну була досить висока і ВМФ був вкрай зацікавлений у створенні нової зброї, здатної забезпечити переваги у війні, що й без того вже знецінила всі старі військові доктрини і допущення.
Коли США в 1917 році оголосили війну Німеччині, Сперрі, підтримуваний консультаційною радою ВМФ, направив свою пропозицію секретареві з військово-морських справ з проханням про виділення 50 тис. доларів на проведення конструкторських робіт. Ідея настільки зацікавила сенаторів, що уряд без вагань схвалив розробку навіть двох видів літаючих бомб — керованої по радіо та іншого, цілком безпілотного. 17 травня 1917 року, секретаріат ВМФ погодився виділити 200 тис. доларів на проведення експериментів, а ВМФ надав п'ять літаючих човнів Curtiss N-9 для експериментів з автопілотом.
Експерименти розпочалися у вересні 1917 року. Оснащені автопілотом гідроплани показували себе загалом, досить добре. Було продемонстровано точність досягнення заданої точки з відхиленням 3,2 км на дальності 50 км. Флот вважав ці досліди достатньою мірою вдалими, щоб відразу ж після випробувань замовити партію з шести зразків «літаючих бомб» на фірмі «Кертіс».

## Конструкція
«Літаюча бомба Сперрі» була досить великим суцільно дерев'яним біпланом, з решітчастим хвостом і тягнучим дволопатевим повітряним гвинтом, що приводився у рух поршневим двигуном Curtiss OX-5, потужністю у 100 кінських сил. При розмаху крила близько 7,6 метра та масі 680 кілограмів, «бомба» могла летіти зі швидкістю до 145 км/год на відстань до 80 кілометрів.
У корпусі «літаючої бомби» мав розміщуватись заряд вибухової речовини масою близько 450 кг (1000 фунтів). Управління польотом здійснювалося за допомогою двох механічних гіроскопів: один стабілізував апарат в польоті (по крену), інший утримував його на заданому курсі. Для регулювання висоти польоту, літаюча бомба була оснащена барометрічним альтиметром, що попередньо виставлявся (до запуску) на певне фіксоване значення.
Слід зазначити, що ніяких попередніх продувок моделей в аеродинамічній трубі чи інших заходів, характерних для стадії відпрацювання літальних апаратів, не виконувалося.

## Випробування
Першу спробу запустити «бомбу» було здійснено у листопаді 1917 року. Для її старту Сперрі використовував спочатку підвішування бомби на довгому натягнутому між стовпами тросі. Бомба ковзала тросом, що мав ухил вниз по схилу пагорба і набравши достатню швидкість, від'єднувалася від нього. У листопаді-грудні 1917 року були проведені три спроби запуску, але всі вони виявилися невдалими, в основному через проблеми з механізмом запуску.
Відмовившись від троса, Сперрі вирішив повернутися до раніше запропонованої (але знехтуваної на користь «простого» рішення) гравітаційної катапульти. Тепер «бомби» мали запускатися з рейкового візка, що рухався рейками завдовжки 46 метрів за допомогою троса, який натягувався через механічну передачу тритонним вантажем, що падав з дев'ятиметрової вежі. Декілька практичних перевірок показали працездатність такої системи, але спроба запустити, власне, «бомбу», знову завершилася невдачею: при запуску апарат зіскочив з візка, зачепився за рейку і пошкодив пропелер.
Нарешті, після тривалих експериментів, у січні 1918 року Сперрі вдалося підняти «бомбу» у повітря. Але політ тривав лише декілька секунд: апарат втратив керування і впав. Стало ясно, що без пілотованих випробувань відпрацювати механізм неможливо, два зразки бомби були оснащені кріслом пілота і примітивними приладами управління, контролювати які вирішив сам Сперрі. Один із цих зразків розбився відразу після старту (винахідник не постраждав), але другому вдалося здійснити пілотований політ на невелику дистанцію.
Вирішивши відпрацювати аеродинаміку та систему управління літаючої бомби, Сперрі встановив її на корпусі автомобіля компанії «Marmon». На рівній трасі, машина розганялася до 130 кілометрів на годину і зустрічний потік повітря взаємодіяв з аеродинамічними площинами «бомби» приблизно так само, як і у випадку справжнього польоту. За допомогою цієї випробувальної платформи, Сперрі вдалося вирішити низку проблем з регулюванням автопілота і зрештою, 6 березня 1918 року, саме з розігнаного автомобіля «Marmon» літаюча бомба була запущена в свій перший вдалий політ. У ході цього випробування, снаряд стабільно пролетів 910 метрів, ставши першим безпілотним апаратом, який здійснив керований політ.
Сперрі продовжував випробування літаючих бомб до вересня 1918 року, коли внаслідок аварій було остаточно витрачено усі виготовлені снаряди. На виготовлення нової партії через незадовільні результати флот грошей не виділив. Сперрі довелося повернутися до дослідів з модернізованими човнами N-9, і в жовтні один з них (зі змонтованим автопілотом) був піднятий у повітря без пілота на борту. Автопілот працював відмінно, стабілізувавши машину в повітрі, але таймерний пристрій, який мав спрямувати човна донизу після досягнення розрахункової дистанції у 12800 метрів, не спрацював. N-9 продовжувала політ заданим курсом, доки не зникла з поля зору над океаном.

## Подальші експерименти
Після закінчення війни флот, проте, зберіг інтерес до програми. Фінансування проекту тривало до 1922 року, але неспроможність автоматики того часу забезпечити повністю стабільний політ призвела до того, що у результаті проект було закрито.

## Льотно-технічні характеристики
Джерело: Werrell, Kenneth P. The Evolution of the Cruise Missile.  — Maxwell Air Force Base, Alabama: Air University Press, 1985. — P. 235 — 289 p.
- Розмах крила — 7620 мм (25 футів)
- Довжина — 4572 мм (15 футів)
- Маса бойової частини — 453,6 кг (1000 фунтів)
- Марка двигуна — Curtis OX-5
- Потужність двигуна — 100 амер. к.с.
- Маршова швидкість — 145 км/год (90 миль/год)